# VII Korpus Pancerny SS
VII Korpus Pancerny SS (niem. VII. SS-Panzerkorps) – korpus pancerny jednostek Waffen-SS, bardziej znany jako Korpus Najemników (Landsknechts-Korps). Jednostka została utworzona 3 października 1943. Ze względu na to, że korpus nie brał udziału w żadnych walkach, 20 czerwca 1944 został przeformowany z 4 Korpusu Pancernego SS. Od grudnia 1944 do maja 1945, oddział stacjonował na terenie III Rzeszy.

## Dowództwo korpusu
Dowódca:
- gen. Matthias Kleinheisterkamp (25 maja 1944 – 30 czerwca 1944)[1]

Szefowie sztabu:
- płk Peter Sommer (12 maja 1944 – 20 maja 1944)
- Oberführer[a][2] Nikolaus Heilmann (25 maja 1944 – 5 czerwca 1944)

## Struktura organizacyjna
Skład 3 października 1944:
Jednostki korpuśne: ArKo, 107 Oddział Zwiadowczy SS, 107 Zmotoryzowany Korpus Miejscowy SS, 107 Bateria Artylerii Ciężkiej SS, 107 Oddział Partyzancki SS, 107 Oddział Kompanii Przeciwlotniczej SS, Korpus Miejscowy SS, Zmotoryzowany Oddział Naprawczy SS, 107 Oddział Sanitarny SS, 507/107 Oddział Szpitala Polowego SS, 507 Oddział Karetki Pogotowia SS, 107 Zmotoryzowany Oddział Poczty Polowej SS, 107 Zmotoryzowany Oddział Żandarmerii Polowej SS i 107 Oddział Zaopatrzeniowy SS
- 10 Dywizja Pancerna SS Frundsberg
- 17 Dywizja Grenadierów Pancernych SS Götz von Berlichingen